# Principe pollueur-payeur
Le principe du pollueur-payeur est un principe juridique et économique. Il constitue l'un des principes fondamentaux de la politique environnementale de l'Union européenne. Il consiste à faire réparer le dommage environnemental («toute action qui détériore, endommage ou altère durablement la qualité ou le fonctionnement de l'environnement ») engendré par une activité polluante, par son auteur (le «pollueur»). Il impose que les frais des mesures de prévention, de réduction et de lutte contre la pollution soient supportés par celui qui en est responsable.
Les mesures découlant du principe pollueur-payeur ont vocation à rétablir la « vérité des prix » : si une activité économique entraîne une pollution, le pollueur doit prendre en compte le coût de cette pollution et intégrer dans son choix économique la totalité des coûts liés à sa production (coûts privés et coûts externes).
Ce principe est à l'origine de l'internalisation des coûts de pollution par les auteurs de la pollution par le biais d'instruments réglementaires (normes, interdictions, permis, zonages, quotas, restrictions d'utilisation et autres réglementations directes), d'instruments économiques (redevances, subventions, systèmes de consignation, création de marchés, incitations à la mise en conformité), ou d'instruments fiscaux.

## Historique

### Origine du principe
Le principe pollueur-payeur a été adopté par l’OCDE en 1972, en tant que principe économique visant la prise en charge, par le pollueur, des « coûts de mesures de prévention et de lutte contre la pollution arrêtées par les pouvoirs publics pour que l'environnement soit dans un état acceptable ».
L’idée est la suivante : « Lorsque les coûts de la pollution sont imputés au pollueur, le prix des biens et des services augmente pour englober ces coûts. Comme les consommateurs préfèrent acheter moins cher, les producteurs sont incités à commercialiser des produits moins polluants».

### Reconnaissance du principe en droit international
En 1987, à l’adoption de l’acte unique européen, le principe pollueur-payeur est consacré dans le Traité sur la Communauté européenne. De principe uniquement économique, il devient un principe juridique applicable à la politique européenne de l’environnement relative aux coûts de prévention et de restauration de l’environnement.
En 1992, la communauté internationale fait du principe pollueur-payeur l’un des principes directeurs du développement durable lors de la déclaration de Rio de la Conférence des Nations unies sur l’environnement et le développement.
En 2007, l’article 191 du traité sur le fonctionnement de l’Union européenne va venir asseoir le principe pollueur-payeur comme l’un des principes fondamentaux de la politique environnementale de l’Union européenne. De telle sorte que les propositions législatives en matière d’environnement de la Commission européenne doivent désormais être fondées sur le principe pollueur-payeur.

### Reconnaissance du principe en droit français
En 1995, la loi dite « loi Barnier », intègre le principe de pollueur-payeur comme l’un des quatre grands principes généraux du droit de l'environnement français, avec le principe de prévention, le principe de précaution, ainsi que le principe de participation.
En 2000, le principe pollueur-payeur est consacré à l’article L. 110-1 du Code de l'environnement comme un principe en vertu duquel « les frais résultants des mesures de prévention, de réduction de la pollution et de lutte contre celle-ci doivent être supportés par le pollueur ».
En 2005, l'article 4 de la Charte de l’environnement, qui a valeur constitutionnelle, est venu énoncer une obligation pour tout individu de « contribuer à la réparation des dommages qu’elle cause à l’environnement, dans les conditions définies par la loi ».

## Application du principe

### Exemple d’application du principe
La majorité des exemples correspondent à une redevance ou une taxe dite pigouvienne, c'est-à-dire une taxe payée par le pollueur en fonction de la quantité d'« unités de pollution» produites. Son montant traduit le coût économique du dommage environnemental produit.
En Suisse, la redevance poids lourds liée aux prestations est un exemple d’application du principe pollueur-payeur. Cette taxe prend en compte le poids total du véhicule, son type et les kilomètres parcourus en Suisse. Elle s'applique via un appareil couplé au tachygraphe, qui compte les kilomètres.
Les redevances pour pollution de l’eau domestique sont un autre exemple : La Loi sur l'eau et les milieux aquatiques promulguée le 30 décembre 2006 a créé la redevance de pollution de l'eau. Le principe du pollueur payeur s’applique ici de la manière suivante : tous ceux qui utilisent de l’eau en altèrent la qualité et la disponibilité, ainsi toute personne inscrite au service des eaux s’acquitte de la redevance de pollution. Conformément aux articles 14 à 14.3 de la Loi relative au régime et à la répartition des eaux et à la lutte contre leur pollution, ces redevances sont perçues par les Agences de l’eau auprès de l’exploitant du service d’eau potable (régie communale, syndicat intercommunal, délégataire de service public) qui lui-même les répercute sur la facture d’eau des abonnés, pour environ 20 % du total de la facture. La redevance est fondée sur un tarif au mètre cube. Comme le montant de la redevance est proportionnel à la consommation d’eau de chacun, la redevance est proportionnelle à l’impact environnemental.

### L’application inégale du principe
Dans son audit de 2021, la Cour des comptes européenne constate que le principe pollueur-payeur est appliqué de manière inégale selon le domaine de politique environnementale.

#### Secteur industriel
En matière de pollution industrielle, le principe du pollueur-payeur est appliqué principalement aux installations les plus polluantes grâce à la directive relative aux émissions industrielles (DEI). Les propriétaires de ces installations ont l’obligation de prendre en charge les coûts afin de respecter les conditions fixées dans l’autorisation qui leur a été délivrée. Ils doivent également prendre des mesures pour maintenir les émissions sous le plafond autorisé. En revanche, la DEI ne s’applique pas aux petites installations et donc n’exige pas, contrairement aux grandes installations, qu’elles supportent le coût de pollution résiduelle pour la société. À ce titre, l’audit met en évidence que, dans la plupart des États membres, les pollueurs ne supporteraient pas les coûts des émissions qu’ils génèrent lorsque les émissions se situent en dessous des limites autorisées.

#### Déchets
Dans le domaine des déchets, la Cour des comptes européenne relève que, bien que la législation européenne impose aux États membres une pleine application du principe pollueur-payeur, le déficit de financement reste considérable. Pour combler ce manque de financement, des investissements publics sont nécessaires.

#### Eau
Dans le domaine de l’eau, bien que des progrès aient été accomplis, la Cour des comptes européenne estime que de nombreuses entreprises ne supportent pas l’intégralité des coûts générés par les polluants qu’elles rejettent dans l’eau.

#### Sols
Dans le domaine des sols, la Cour des comptes européenne regrette l’absence de cadre législatif européen pour protéger les sols et assainir les sites contaminés, bien que de nombreux « actes législatifs contribuent indirectement à réduire les pressions exercées sur l'environnement ».  

### La réparation des pollueurs payeurs
En 2021, la Cour des comptes européenne a audité 42 projets de réparation de dommages environnementaux cofinancés par l'Union européenne. 
Sur les 42 projets, 20 concernaient une pollution orpheline, c'est-à-dire une pollution qui s’est déjà produite et pour laquelle le principe pollueur-payeur ne peut être appliqué dans la mesure où le pollueur ne peut être identifié, soit parce qu’il n’existe plus, soit parce qu’il ne peut pas être tenu responsable.  Dans ces cas de figure, des fonds publics ont été utilisés pour venir réparer les dommages. Ce fut le cas, par exemple, en 2011 au Portugal pour décontaminer des mines abandonnées.
Dans 8 autres cas, les auteurs étaient identifiables, mais les autorités publiques n’ont pas fait appliquer le principe pollueur-payeur. Ces 8 cas ont été recensés en Italie, en Campanie, où, malgré le fait que des exploitants responsables de décharges pour la collecte de déchets municipaux aient violé la législation environnementale applicable, ils n’ont pas été contraints de nettoyer la pollution qu’ils ont générée par les autorités publiques chargées de la supervision de ces sites. Là encore, des fonds publics ont été utilisés pour venir réparer les dommages.
Enfin, dans les 4 derniers cas restants, l’application du principe pollueur s’est heurtée à l’insolvabilité des pollueurs qui avaient fait faillite. Dans ces cas, également, des fonds publics ont dû être utilisés pour réparer les dommages.

### Propositions pour une meilleure effectivité du principe
Pour favoriser une meilleure intégration du principe pollueur-payeur, la Cour des comptes formule trois recommandations à la Commission européenne (recommandations que la commission a accepté de suivre).
La cour recommande tout d’abord à la commission d' «évaluer les possibilités d'intégrer davantage le principe du pollueur-payeur dans la législation environnementale». La cour suggère un «abaissement des limites d'émissions afin de réduire encore la pollution résiduelle» ainsi que de lutter «contre la pollution diffuse de l'eau, quelle qu'en soit la source, y compris l'agriculture».
La Cour invite également la Commission à «renforcer l'application de la directive sur la responsabilité environnementale» en améliorant  «les critères utilisés pour définir les dommages environnementaux auxquels la directive devrait s'appliquer » et en augmentant «le recours aux instruments de garantie financière».  
Enfin, la Cour préconise à la Commission de protéger les fonds de l’Union Européenne (UE) en s’assurant que ces fonds ne financent pas des projets qui devraient être à la charge des pollueurs . La Cour estime que la Commission devrait, en sa qualité de superviseur, s’assurer que les fonds de l'UE utilisés pour la dépollution ne puissent être accordés que dans les cas où les autorités compétentes ont tout mis en œuvre pour que ce soit le pollueur qui prenne en charge la pollution dont il est à l’origine. Par ailleurs, pour la Cour, la Commission devrait examiner la possibilité de modifier la législation pour imposer aux exploitants de recourir à des garanties financières visant à couvrir les risques environnementaux.

## Lien avec la responsabilité environnementale
La directive 2004/35/CE sur la responsabilité environnementale repose sur le principe du pollueur-payeur et instaure deux régimes de responsabilité : une responsabilité objective et une responsabilité pour faute.  
La responsabilité objective renvoie aux dommages «causés par une des activités à risque telles que les activités soumises à permis d’environnement, des opérations de gestion des déchets ou de déversements en eaux souterraines». Cette responsabilité s’applique également pour les dommages causés aux espèces et habitats naturels dès lors que «le dommage est causé par une autre activité professionnelle pour autant qu’il y ait une faute ou une négligence». Il est à préciser que la directive «ne s'applique pas aux dommages corporels, aux dommages aux biens privés, ni aux pertes économiques». Dans ce cas de figure, ce sont les législations nationales qui prennent le relais. Notamment en matière de responsabilité extracontractuelle. S’agissant de l’imputabilité, la responsabilité est cantonnée à la personne de l’exploitant de l’activité à risque.
Le mécanisme de responsabilité environnementale objective institué par la directive permet d’éviter d’avoir à prouver que le pollueur a commis une faute, dans la mesure où celui-ci est soumis à une obligation de résultat. Cela permet d’accélérer la résolution des litiges, étant donné que la responsabilité peut être mise en œuvre par l’autorité compétente sans que ne soit nécessaire l’intervention d’une victime individualisable qui aurait subi un préjudice et revendiquerait une compensation.
En principe, le pollueur bénéficie d’un plafonnement des réparations, mais ce n’est pas le cas dans le régime consacré par la directive, qui ne prévoit aucun plafond pour la réparation du dommage. Cependant, la directive permet aux États membres d’adjoindre des causes d’exonération dans la législation nationale transposant la directive.
Les États membres peuvent ainsi exonérer les pollueurs des coûts de réparation s'ils démontrent qu'ils n'ont pas commis de faute ou de négligence et que le dommage causé à l'environnement est dû «à une émission ou un événement expressément autorisé et respectant toutes les conditions liées à une autorisation conférée par ou délivrée en vertu des dispositions législatives et réglementaires nationales» ou qu’ils prouvent que l’émission ou une activité «n'était pas considérée comme susceptible de causer des dommages à l'environnement au regard de l'état des connaissances scientifiques et techniques au moment où l'émission ou l'activité a eu lieu».
Selon la Cour de justice de l’Union européenne, le mécanisme mis en place par la directive est conforme au principe pollueur-payeur puisque la personne qui supporte le coût des actions de réparation doit être l’auteur du dommage environnemental et que son paiement sera pondéré sur l’ampleur du dommage.

## Critiques
Dans son ouvrage Permis de nuire, Flore Berlingen critique le fait que le principe du pollueur-payeur revient à instaurer un «permis de nuire» et pose de nombreux problèmes pratiques (difficulté de quantifier les dommages, d'identifier les pollueurs, de les faire payer, de réparer les dommages, etc.). Selon elle, avant de compenser, il faudrait d'abord éviter et réduire les atteintes à l'environnement, en fonction de ce qui est le plus utile à la société.
Dans son article «Le principe pollueur-payeur est-il un vrai principe ?» Jean-Marc Jancovici formule également plusieurs critiques à l’encontre du principe. Tout d’abord, pour l’auteur, le principe perd de son sens pour des dommages environnementaux irréversibles tels que les perturbations climatiques, l'extinction d'espèces, la dégradation de certains sols, ou certaines atteintes aux ressources en eau douce, car pour tous ces dégâts non réparables, «quels que soient les moyens que nous souhaiterions y mettre, faire payer «pour réparer la casse» n’a pas de sens». Dès lors, pour l’auteur, le principe pollueur-payeur appliqué à ces cas de figure n'est «utile que pour dissuader un comportement de persister». L’auteur alerte ensuite sur le fait de ne pas voir que «le principe pollueur-payeur ne peut servir à alimenter un budget normal si l’on vise la suppression de la nuisance». L’auteur finit par conclure sur les conséquences d’une application stricte et universelle du principe. Ainsi, pour l’auteur, si «dès qu’il y a une nuisance, il faille que le fautif paye pour, maintenant ou plus tard», cela conduirait à une importante augmentation du coût des produits agricoles, du prix du poisson ainsi que de tous les produits ayant besoin de la pêche (poulets, laits, ou poisson d’élevage) et cela entraînerait «la division par 2, 3 ou plus de l’activité, en volume, de l’industrie manufacturière et la division par 2, 3, ou plus de certains services de transports».